# 205 Pułk Piechoty (1920)

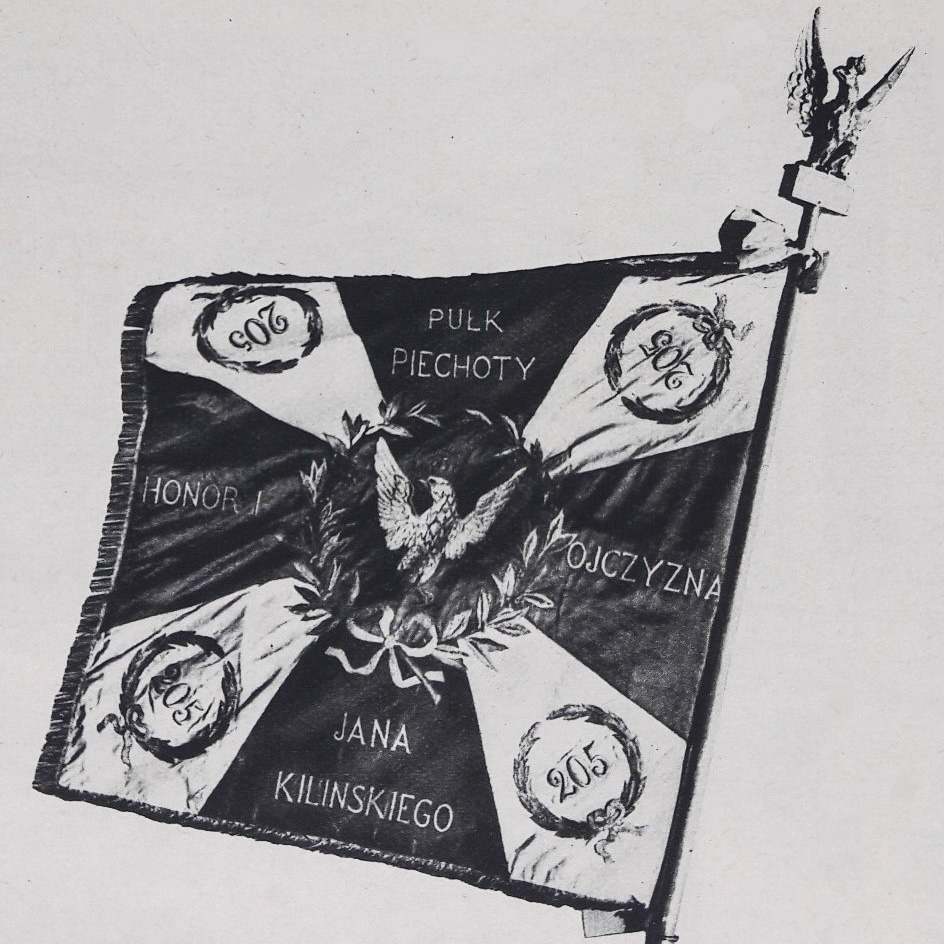
Sztandar 205 pułku piechoty

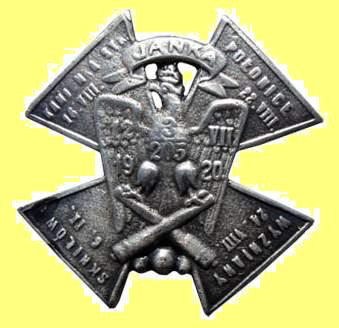
Odznaka pamiątkowa baterii „Janka” 205 pułku piechoty

205 ochotniczy pułk piechoty im. Jana Kilińskiego (205 pp) – oddział piechoty Wojska Polskiego w II Rzeczypospolitej okresu wojny polsko-bolszewickiej.

## Formowanie i zmiany organizacyjne
205 ochotniczy pułk piechoty został utworzony w Warszawie na bazie ośrodków zapasowych 5 pułku piechoty Legionów, 32 pułku piechoty i 36 pułku piechoty Legii Akademickiej. Patronat nad pułkiem objął warszawski cech szewców, który dostarczył między innymi kilkaset par butów wojskowych. Żołnierze, dla których zabrakło mundurów, przypinali do kurtek kokardy ochotnika, a na rękawy wciągali biało-czerwone opaski z pieczęcią pułkową. Z uwagi na dużą liczbę harcerzy w szeregach pułku nazwano go „harcerskim”. Z chwilą wyjścia na front liczył około 3000 żołnierzy.

## Walki pułku
29 lipca dowództwo 1 Armii zwróciło się do Naczelnego Dowództwa WP o przysłanie do Ostrołęki pododdziałów 205 pułku piechoty. Rankiem 31 lipca przybył do miasta transport z III batalionem pułku, wieczorem zaś dotarły transporty wiozące I i II batalion. Pułk wsparł w walce znajdującą się w ciężkim położeniu grupę płk. Andrzeja Kopy.

## Oficerowie pułku
- por. Emanuel Łoziński – referent oświatowy[2]